# National Women's Soccer League
La National Women's Soccer League (NWSL) è il principale campionato professionistico di calcio femminile degli Stati Uniti d'America, nato nel 2013 dalle ceneri del Women's Professional Soccer (WPS).
Il campionato è gestito dalla United States Soccer Federation (USSF), dalla quale riceve il maggior sostegno finanziario; ulteriori risorse sono fornite dalla Canadian Soccer Association (CSA).

## Formula

### Campionato
La prima edizione della National Women's Soccer League, disputatasi nel 2013, ha visto la partecipazione di otto squadre (quattro che militavano nel Women's Professional Soccer e quattro neonate), a cui nel corso degli anni se ne sono aggiunte e rimosse altre fino ad ottenere la composizione attuale di quattordici.
La formula del campionato prevede che tutte le squadre giochino un totale di 26 partite, andando così a formare la classifica della stagione regolare: le prime otto si affrontano poi nei play-off, composti da quarti di finale, semifinali e finale in gara unica. Il campionato inizia nel mese di aprile e si conclude ad ottobre.

### Registrazione
Le rose delle squadre devono obbligatoriamente avere un minimo di 18 giocatrici ed un massimo di 25. Ogni club è tenuto a rispettare il tetto salariale (salary cap) imposto dalla federazione.
La composizione delle rose avviene tramite tre processi diversi:
- Player Allocation: un sistema di distribuzione delle giocatrici che fanno parte delle squadre dei due paesi finanziatori.
- College Draft: un sistema di draft che consente l'ingaggio di calciatrici provenienti esclusivamente dalle squadre collegiali (quattro per club).
- Free agency: un tradizionale calciomercato in cui è possibile ingaggiare calciatrici libere da vincoli contrattuali.

## Squadre partecipanti

### Attuali
| Squadra                | Città          | Stato                 | Stadio                                | Esordio |
| ---------------------- | -------------- | --------------------- | ------------------------------------- | ------- |
| Angel City             | Los Angeles    | California            | BMO Stadium                           | 2022    |
| Bay FC                 | San Jose       | California            | PayPal Park                           | 2024    |
| Chicago Stars          | Chicago        | Illinois              | SeatGeek Stadium (Bridgeview)         | 2013    |
| Houston Dash           | Houston        | Texas                 | Shell Energy Stadium                  | 2014    |
| Kansas City Current    | Kansas City    | Missouri              | CPKC Stadium                          | 2021    |
| Gotham                 | Piscataway     | New Jersey            | Sports Illustrated Stadium (Harrison) | 2013    |
| North Carolina Courage | Raleigh        | Carolina del Nord     | WakeMed Soccer Park (Cary)            | 2017    |
| Orlando Pride          | Orlando        | Florida               | Inter&Co Stadium                      | 2016    |
| Portland Thorns        | Portland       | Oregon                | Providence Park                       | 2013    |
| Racing Louisville      | Louisville     | Kentucky              | Lynn Family Stadium                   | 2021    |
| San Diego Wave         | San Diego      | California            | Snapdragon Stadium                    | 2022    |
| Seattle Reign          | Seattle        | Washington            | Lumen Field                           | 2013    |
| Utah Royals            | Salt Lake City | Utah                  | America First Field (Sandy)           | 2018    |
| Washington Spirit      | Washington     | Distretto di Columbia | Audi Field                            | 2013    |

### Futuri
| Squadra       | Città  | Stato         | Stadio         | Dal  |
| ------------- | ------ | ------------- | -------------- | ---- |
| Boston Legacy | Boston | Massachusetts | White Stadium  | 2026 |
| Denver        | Denver | Colorado      | da determinare | 2026 |

### Passate
| Squadra          | Città       | Stato         | Stadio                       | Dal  | Al   |
| ---------------- | ----------- | ------------- | ---------------------------- | ---- | ---- |
| Boston Breakers  | Boston      | Massachusetts | Jordan Field                 | 2013 | 2017 |
| FC Kansas City   | Kansas City | Kansas        | Field of Legends             | 2013 | 2017 |
| Western NY Flash | Elma        | New York      | Sahlen's Stadium (Rochester) | 2013 | 2016 |

## Albo d'oro
| Stagione | Campione                                                                                        | Risultato                                                                                       | Finalista                                                                                       | Sede della finale                                                                               | NWSL Shield                                                                                     |
| -------- | ----------------------------------------------------------------------------------------------- | ----------------------------------------------------------------------------------------------- | ----------------------------------------------------------------------------------------------- | ----------------------------------------------------------------------------------------------- | ----------------------------------------------------------------------------------------------- |
| 2013     | Portland Thorns                                                                                 | 2-0                                                                                             | Western NY Flash                                                                                | Sahlen's Stadium (Rochester)                                                                    | Western NY Flash                                                                                |
| 2014     | FC Kansas City                                                                                  | 2-1                                                                                             | Seattle Reign                                                                                   | Starfire Soccer Complex (Tukwila)                                                               | Seattle Reign                                                                                   |
| 2015     | FC Kansas City                                                                                  | 1-0                                                                                             | Seattle Reign                                                                                   | Providence Park (Portland)                                                                      | Seattle Reign                                                                                   |
| 2016     | Western NY Flash                                                                                | 2-2 (3-2 dtr)                                                                                   | Washington Spirit                                                                               | BBVA Compass Stadium (Houston)                                                                  | Portland Thorns                                                                                 |
| 2017     | Portland Thorns                                                                                 | 1-0                                                                                             | North Carolina Courage                                                                          | Orlando City Stadium (Orlando)                                                                  | North Carolina Courage                                                                          |
| 2018     | North Carolina Courage                                                                          | 3-0                                                                                             | Portland Thorns                                                                                 | Providence Park (Portland)                                                                      | North Carolina Courage                                                                          |
| 2019     | North Carolina Courage                                                                          | 4-0                                                                                             | Chicago Red Stars                                                                               | Sahlen's Stadium (Cary)                                                                         | North Carolina Courage                                                                          |
| 2020     | Stagione non disputata a causa della pandemia di COVID-19 e sostituita dalla NWSL Challenge Cup | Stagione non disputata a causa della pandemia di COVID-19 e sostituita dalla NWSL Challenge Cup | Stagione non disputata a causa della pandemia di COVID-19 e sostituita dalla NWSL Challenge Cup | Stagione non disputata a causa della pandemia di COVID-19 e sostituita dalla NWSL Challenge Cup | Stagione non disputata a causa della pandemia di COVID-19 e sostituita dalla NWSL Challenge Cup |
| 2021     | Washington Spirit                                                                               | 2-1                                                                                             | Chicago Red Stars                                                                               | Lynn Family Stadium (Louisville)                                                                | Portland Thorns                                                                                 |
| 2022     | Portland Thorns                                                                                 | 2-0                                                                                             | Kansas City Current                                                                             | Audi Field (Washington)                                                                         | OL Reign                                                                                        |
| 2023     | NJ/NY Gotham                                                                                    | 2-1                                                                                             | OL Reign                                                                                        | Snapdragon Stadium (San Diego)                                                                  | San Diego Wave                                                                                  |
| 2024     | Orlando Pride                                                                                   | 1-0                                                                                             | Washington Spirit                                                                               | CPKC Stadium (Kansas City)                                                                      | Orlando Pride                                                                                   |

## Statistiche

### Vittorie per squadra
| Squadra                | Vittorie | Anni             |
| ---------------------- | -------- | ---------------- |
| Portland Thorns        | 3        | 2013, 2017, 2022 |
| FC Kansas City         | 2        | 2014, 2015       |
| North Carolina Courage | 2        | 2018, 2019       |
| Western NY Flash       | 1        | 2016             |
| Washington Spirit      | 1        | 2021             |
| Gotham                 | 1        | 2023             |
| Orlando Pride          | 1        | 2024             |